# Palazzo Lanfredini
Pour les articles homonymes, voir Lanfredini.

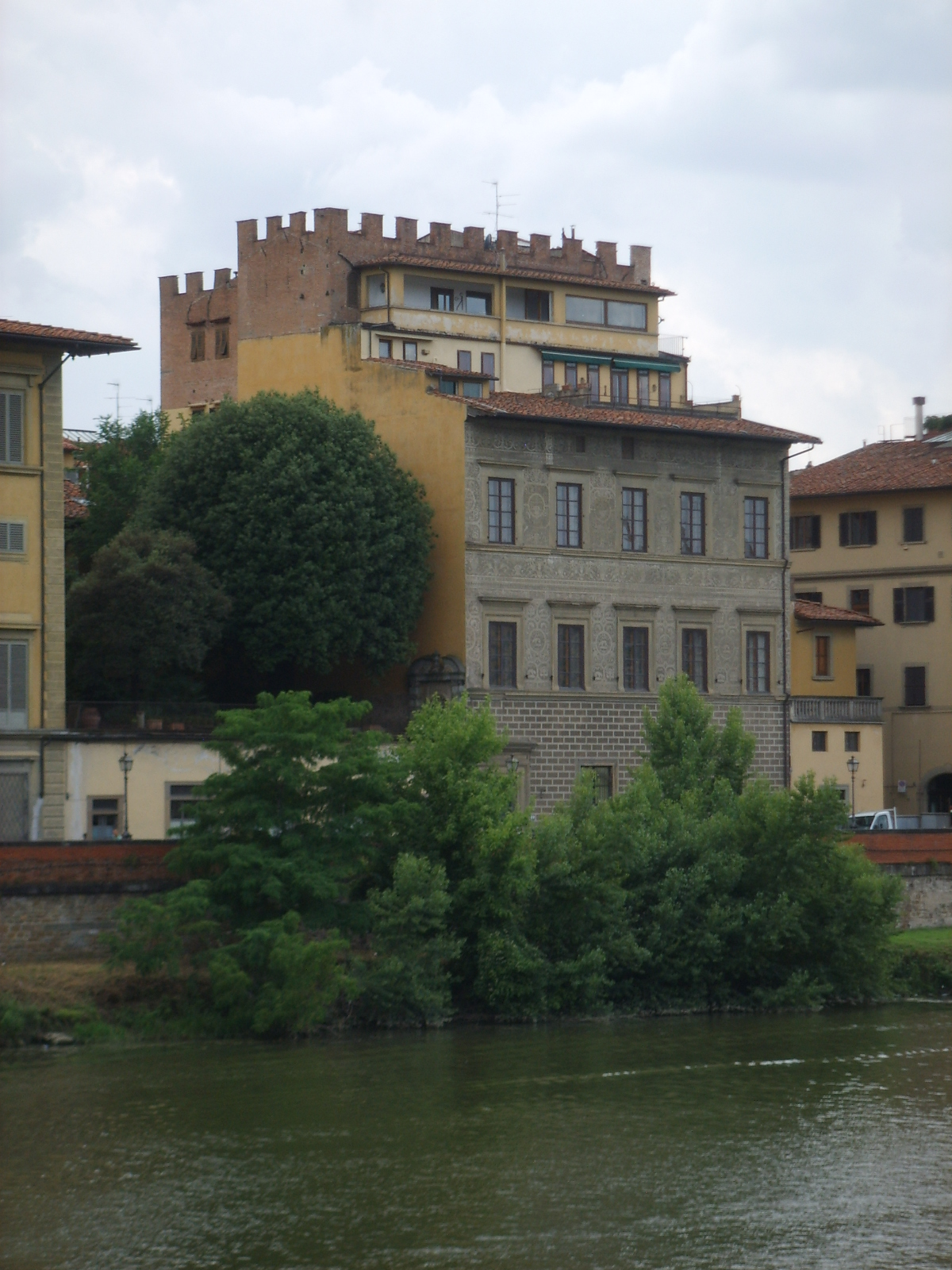
Le palais sur le bord de l'Arno

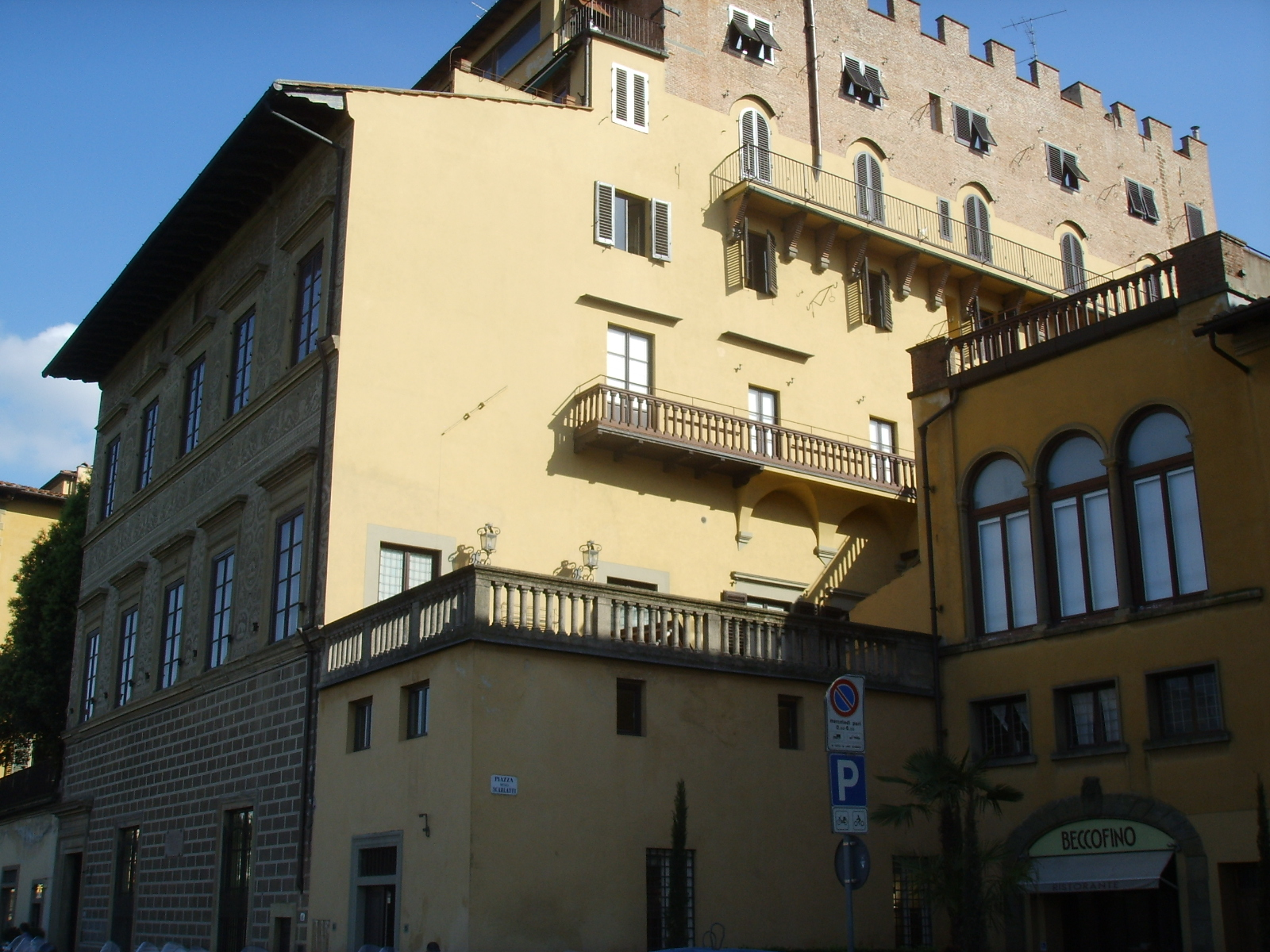

Le Palazzo Lanfredini est un palais situé au 9 Lungarno Guicciardini 9 à Florence.

## Histoire
Le palais fut construit sur des terrains appartenant à la famille Lanfredini, lorsque Lanfredino Landredini, gonfalonier de justice depuis 1501, figurant  parmi les organisateurs de l'accueil triomphal du papa Léon X (un Médicis) en 1515, reçut le titre de chevalier en reconnaissance.
Baccio d'Agnolo reçoit alors la commission pour un nouveau palais, sur l'emplacement du précédent édifice datant de 1435.

## Architecture
Le palais comporte trois étages dans une l'architecture plus sobre que le type florentin typique en vigueur à l'époque. La façade est équipée de deux rangées de fenêtres alignées aux niveaux supérieurs. Sa seule particularité consiste en un premier étage en style bugnato et des décorations de grotesques et de blasons en sgraffite  au étages supérieurs attribués à Andrea di Cosimo.
Une inscription rappelle l'hommage du pape Léon X à l'égard des Lanfredini.
À l'arrière du palais, donnant sur la Via Santo Spirito, subsiste l'ancienne maison-tour la Torre dei Lanfredini, première habitation médiévale de la famille.
Le rez-de-chaussée a été refait en 1904 comme l'atteste une veduta de Bernardo Bellotto datant du XVIIIe siècle.
L'intérieur est typiquement du Cinquecento, avec une fontaine près de l'entrée, des colonnes à chapiteaux soutenant plusieurs voûtes.